# Parapurcellia staregai
Parapurcellia staregai - gatunek kosarza z podrzędu Cyphophthalmi i rodziny Pettalidae. Nazwany na cześć polskiego arachnologa Wojciecha Staręgi.

## Występowanie
Gatunek endemiczny dla Republiki Południowej Afryki. Występuje w Trafalgar w prowincji Przylądkowej Wschodniej.